# Gjurgitj
Gjurgitj (bulgariska: Гюргич) är ett distrikt i Bulgarien.   Det ligger i kommunen Obsjtina Ruzjintsi och regionen Vidin, i den nordvästra delen av landet, 100 km norr om huvudstaden Sofia.
Omgivningarna runt Gjurgitj är en mosaik av jordbruksmark och naturlig växtlighet. Runt Gjurgitj är det ganska tätbefolkat, med 75 invånare per kvadratkilometer.